# 24 novembre en sport
24 octobre 24 décembre
Chronologies thématiques
- Croisades
- Ferroviaires
- Disney

Le 24 novembre (328e jour de l'année ou 329e en cas d'année bissextile) en sport.

## Événements

### XIXesiècle
- 1879 :
  - (Baseball /Ligue nationale) : 4e édition aux États-Unis du championnat de baseball de la Ligue nationale. Les Providence Grays s’imposent avec 59 victoires et 25 défaites.
- 1887 :
  - (Softball) : à Chicago dans l'Illinois (USA), George Hancock invente un match de baseball qui se dispute en intérieur qui deviendrait connu sous le nom de softball.

### XXesièclede1951à2000
- 1977 :
  - (Rallye automobile) : arrivée du Rallye de Grande-Bretagne.

### XXIesiècle
- 2013 :
  - (Voile) : premier en classe IMOCA : Vincent Riou et Jean Le Cam remporte la Transat Jacques Vabre sur PRB en 17 jours 00 heure 41 minutes et 47 secondes.
- 2019 :
  - (Tennis /Coupe Davis) : en finale de la 108e édition de la Coupe Davis qui est marquée par une refonte totale des règles de cette compétition[1],[2], victoire de l'Espagne qui domine le Canada 2 – 0[3].

## Naissances

### XIXesiècle
- 1806 :
  - William Webb Ellis, inventeur du rugby à XV moderne britannique. († 24 février 1872).
- 1867 :
  - Louis de Champsavin, cavalier de sauts d'obstacles français. Médaillé de bronze en individuel aux Jeux de Paris 1900. († 20 décembre 1916).
- 1873 :
  - Herbert Barrett, joueur de tennis britannique. Champion olympique du double messieurs indoor aux Jeux de Londres 1908 puis médaillé d'argent du double mixte indoor aux Jeux de Stockholm 1912. († 27 juillet 1943).
- 1874 :
  - Charles William Miller, footballeur brésilien. (1 sélection en équipe nationale). († 30 juin 1953).
- 1879 :
  - Wylie Grant, joueur de tennis américain. († ? novembre 1968).
- 1887 :
  - Raoul Paoli, athlète de lancers, joueur de rugby à XV, lutteur de gréco-romaine, boxeur et rameur puis acteur de cinéma français. Médaillé de bronze du deux avec barreur aux Jeux de Paris 1900. († 23 mars 1960).
- 1889 :
  - Hubert Lafortune, gymnaste artistique belge. Médaillé d'argent du concours par équipes aux Jeux d'Anvers 1920. († ?).
- 1894 :
  - Herbert Sutcliffe, joueur de cricket anglais. (54 sélections en test cricket). († 22 janvier 1978).
- 1897 :
  - Dorothy Shepherd Barron, joueuse de tennis britannique. Médaillée de bronze du double dames aux Jeux de Paris 1924. († 20 février 1953).

### XXesièclede1901à1950
- 1908 :
  - Simone de la Chaume, golfeuse française. († 4 septembre 2001).
- 1912 :
  - François Neuville, cycliste sur route belge. Vainqueur du Tour de Belgique 1938. († 12 avril 1986).
- 1927 :
  - Kevin Skinner, joueur de rugby à XV néo-zélandais. (20 sélections en équipe nationale). († 21 juillet 2014).
- 1932 :
  - Peter Velhorn, footballeur puis entraîneur allemand.  († 20 juillet 2016).
- 1934 :
  - Klaus Bugdahl, cycliste sur piste et sur route allemand.  († 15 août 2023).
- 1938 :
  - Oscar Robertson, basketteur américain. Champion olympique aux Jeux de Rome 1960. (14 sélections en équipe nationale).
- 1940 :
  - Eugène Riguidel, navigateur français. Vainqueur de la Transat en double 1979.
- 1943 :
  - Dave Bing, basketteur américain.
  - Takaji Mori, footballeur puis entraîneur japonais. Médaillé de bronze aux Jeux de Mexico 1968. Sélectionneur de l'équipe du Japon de 1981 à 1985. (56 sélections en équipe nationale). († 17 juillet 2011).
  - Joël Robert, pilote de motocross belge. Champion du monde de motocross 1964, 1968, 1969, 1970, 1971 et 1972.
- 1947 :
  - Jean-François Fauchille, pilote et copilote de rallyes automobile français. († 13 janvier 2014).
- 1948 :
  - Steve Yeager, joueur de baseball américain.
- 1949 :
  - Henry Bibby, basketteur puis entraîneur américain.
  - Dušan Galis, footballeur, entraîneur et ensuite homme politique tchécoslovaque puis slovaque. Champion d'Europe de football 1976. (8 sélections avec l'équipe de Tchécoslovaquie). Sélectionneur de l'équipe de Slovaquie de 2004 à 2006.

### XXesièclede1951à2000
- 1951 :
  - Graham Price, joueur de rugby à XV gallois. Vainqueur des Grands Chelems 1976 et 1978, des tournois des Cinq Nations 1975 et 1979. (41 sélections en équipe nationale).
- 1952 :
  - Norbert Haug, pilote automobile d'endurance et journaliste allemand.
- 1955 :
  - Ian Botham, joueur de cricket puis commentateur sportif anglais. (102 sélections en test cricket).
- 1958 :
  - Roy Aitken, footballeur écossais. (57 sélections en équipe nationale).
- 1959 :
  - Todd Brooker, skieur alpin canadien.
- 1962 :
  - Paul Thorburn, joueur de rugby à XV gallois. (37 sélections en équipe nationale).
- 1963 :
  - David Kibet, athlète de demi-fond kényan. Champion d'Afrique d'athlétisme du  1500m 1993.
- 1965 :
  - Rui Barros, footballeur portugais. Vainqueur de la Coupe UEFA 1990. (36 sélections en équipe nationale).
  - Tom Boyd, footballeur écossais. (72 sélections en équipe nationale).
- 1968 :
  - Dominique Genet, archer français. Médaillé d'argent en double mixte aux Mondiaux de tir à l'arc 2015.
  - Bülent Korkmaz, footballeur puis entraîneur turc. Vainqueur de la Coupe UEFA 2000. (102 sélections en équipe nationale).
- 1971 :
  - Cosmas Ndeti, athlète de fond kényan. Vainqueur des Marathon de Boston 1993, 1994 et 1995.
  - Keith Primeau, hockeyeur sur glace canadien. Champion du monde de hockey sur glace 1997.
- 1972 :
  - Marek Lemsalu, footballeur estonien. (86 sélections en équipe nationale).
  - Barry Potomski, hockeyeur sur glace canadien. († 24 mai 2011).
- 1973 :
  - Sébastien Pérez, footballeur français.
- 1975 :
  - Guido Trentin, cycliste sur route italien.
- 1976 :
  - Christian Laflamme, hockeyeur sur glace canadien.
  - Chen Lu, patineuse artistique individuelle chinoise. médaillée de bronze aux Jeux de Lillehammer 1994 et aux Jeux de Nagano 1994. Championne du monde de patinage artistique 1995.
  - Johan Radet, footballeur puis entraîneur français.
- 1979 :
  - Carmelita Jeter, athlète de sprint américaine. Championne olympique du relais 4 × 100 m, médaillée d'argent du 100 m et de bronze du 200 m aux Jeux de Londres 2012. Championne du monde d'athlétisme du relais 4 × 100 m 2007 et championne du monde d'athlétisme du 100 m et du relais 4 × 100 m 2011.
  - Joseba Llorente, footballeur espagnol.
- 1980 :
  - Branko Radivojevič, hockeyeur sur glace slovaque.
- 1982 :
  - Ryan Fitzpatrick, joueur de foot U.S. américain.
  - Sean O’Loughlin, joueur de rugby à XIII anglais. (25 sélections en équipe nationale).
- 1983 :
  - Marc Berthod, skieur alpin suisse.
  - Dorian Mortelette, rameur français. Médaillé de bronze en quatre sans barreur aux Jeux de Pékin 2008 puis médaillé d'argent du deux sans barreur aux Jeux de Londres 2012. Champion du monde d'aviron en quatre de pointe 2010. Champion d'Europe d'aviron en huit 2008 et médaillé de bronze du huit en 2009.
  - Luis León Sánchez, cycliste sur route espagnol. Vainqueur de Paris-Nice 2009 puis des Classique de Saint-Sébastien 2010 et 2012.
  - Jan Schmid, skieur de combiné nordique norvégien. Médaillé d'argent par équipes aux Jeux de Pyeongchang 2018. Champion du monde de combiné nordique du petit tremplin par équipes 2019.
- 1984 :
  - Maria Riesch, skieuse alpine allemande. Championne olympique du slalom et du super-combiné aux Jeux de Vancouver 2010 puis championne olympique du super-combiné et médaillée d'argent du super-G aux Jeux de Sotchi 2014. Championne du monde de ski alpin du slalom 2009 puis championne du monde de ski alpin du combiné 2013.
- 1985 :
  - Christelle Laura Douibi, skieuse alpine algéro-française.
- 1986 :
  - Willi Heinz, joueur de rugby à XV néo-zélandais puis anglais. Vainqueur du Tournoi des Six Nations 2020. (13 sélections avec l'équipe d'Angleterre).
- 1987 :
  - Lionel Campergue, joueur de rugby à XV franco-portugais. (17 sélections avec l'Équipe du Portugal).
- 1989 :
  - Trevor Gaskins, basketteur américano-panaméen.
  - Mike Hoffman, hockeyeur sur glace canadien.
- 1990 :
  - Mario Gaspar Pérez, footballeur espagnol. (3 sélections en équipe nationale).
- 1992 :
  - Carolin Simon, footballeuse allemande. Victorieuse de la Ligue des champions féminine 2019. (20 sélections en équipe nationale).
- 1993 :
  - Jasper De Buyst, cycliste sur piste et sur route belge.
  - Barbara Moretto, handballeuse française. (1 sélection en équipe de France).
- 1994 :
  - Marième Badiane, basketteuse française. (1 sélection en équipe de France).
  - Nabil Bentaleb, footballeur franco-algérien. (35 sélections avec l'équipe d'Algérie).
  - Jovana Damnjanović, footballeuse serbe
- 1997 :
  - Patrick Berg, footballeur norvégien.
  - Julian Lelieveld, footballeur néerlandais.
- 2000 :
  - Adrian Benedyczak, footballeur polonais.

### XXIesiècle
- 2002 :
  - Brahian Palacios, footballeur colombien.
- 2003 :
  - Lucas Beraldo, footballeur brésilien. (3 sélections en équipe nationale).
  - Lenni Nouchi, joueur de rugby à XV français.
- 2004 :
  - Pau Sans, footballeur espagnol.
  - Lorenzo Scipioni, footballeur argentin.

## Décès

### XXesièclede1951à2000
- 1959 :
  - Dally Messenger, 76 ans, joueur de rugby à XV et à XIII australien puis néo-zélandais. (2 sélections avec l'équipe d'Australie de rugby à XV, 8 avec celle de rugby à XIII puis  4 avec l'équipe de Nouvelle-Zélande de rugby à XIII). (° 12 avril 1883).
- 1963 :
  - Peco Bauwens, 76 ans, footballeur, arbitre et dirigeant sportif allemand. (1 sélection en équipe nationale). (° 24 décembre 1886).
- 1966 :
  - Kanken Tōyama, 78 ans, karatéka japonais. (° 24 septembre 1988).
- 1972 :
  - Doug Bentley, 56 ans, hockeyeur sur glace puis entraîneur canadien. (° 3 septembre 1916).
- 1974 :
  - Ferdinand Swatosch, 80 ans, footballeur puis entraîneur autrichien. (23 sélections en équipe nationale). (° 11 mai 1894).
- 1981 :
  - Jean Boyer, 80 ans, footballeur français. (15 sélections en équipe de France). (° 2 février 1901).
- 1990 :
  - Juan Manuel Bordeu, 56 ans, pilote de courses automobile argentin. (° 28 janvier 1934).
  - Joseph Jadrejak, 72 ans, footballeur puis entraîneur français. (3 sélections en équipe de France). (° 20 février 1918).
  - Fred Shero, 65 ans, hockeyeur sur glace puis entraîneur et dirigeant sportif canadien. (° 23 octobre 1925).
- 1999 :
  - André Payan, 71 ans, cycliste sur route français. (° 17 octobre 1928).

### XXIesiècle
- 2003 :
  - Warren Spahn, 82 ans, joueur de baseball américain. (° 23 avril 1921).
- 2006 :
  - Gilbert Benausse, 74 ans, joueur de rugby à XIII français. (48 sélections en équipe de France). (° 21 janvier 1932).
- 2008 :
  - Armand Guidolin, 83 ans, hockeyeur sur glace puis entraîneur canadien. (° 9 décembre 1925).
- 2012 :
  - Héctor Camacho, 50 ans, boxeur portoricain. Champion du monde poids super-plumes de boxe de 1983 à 1984, champion du monde poids légers de boxe de 1985 à 1987 et champion du monde poids super-légers de boxe de 1989 à 1991. (° 24 mai 1962).
  - Sebastián Viberti, 68 ans, footballeur puis entraîneur argentin. (° 25 mai 1944).
- 2013 :
  - Arnaud Coyot, 33 ans, cycliste sur route français. (° 6 octobre 1980).
- 2014 :
  - Viktor Tikhonov, 86 ans, hockeyeur sur glace et ensuite entraîneur soviétique puis russe. Sélectionneur de l'équipe d'Union soviétique médaillé d'argent aux Jeux de Lake Placid 1980, championne olympique aux Jeux de Sarajevo 1984, aux Jeux de Calgary 1988 puis aux Jeux d'Albertville 1992, championne du monde de hockey sur glace 1979, 1981, 1982, 1983, 1986, 1989 et 1990. (° 4 juin 1930).
- 2016 :
  - Jean-Claude Rossignol, 71 ans, joueur de rugby à XV français. (1 sélection en équipe de France). (° 10 août 1945).
- 2018 :
  - Rune Jansson, 86 ans, lutteur spécialiste de la lutte gréco-romaine suédois. Médaillé de bronze des poids moyens aux Jeux olympiques de 1956 à Melbourne. (° 29 mai 1932).
- 2019 :
  - Leonardo Neves, 40 ans, surfeur brésilien. (° 29 octobre 1979).
- 2020 :
  - José Bastos, 91 ans, footballeur portugais. (° 17 octobre 1929).
  - Christophe Dominici, 48 ans, joueur de rugby puis entraîneur et consultant TV français. Vainqueur des Grands Chelems 1998 et 2004, des Tournois des Six Nations 2006 et 2007. (65 sélections en équipe de France). (° 20 mai 1972).
  - Vasil Yakusha, 62 ans, rameur en aviron biélorusse. Médaillé d'argent du skiff aux Jeux olympiques de Moscou en 1980 puis médaillé de bronze du deux de couple en 1988. (° 30 juin 1958).